# Rottenmannské Taury
Rottenmannské Taury jsou pohoří nacházející se v Rakousku ve spolkové zemi Štýrsko. Geograficky se řadí pod celek Nízké Taury. Nejvyšším vrcholem masivu je Großer Bösenstein (2448 m) ležící na severovýchodě pohoří nad silničním sedlem Hohentauern (1265 m). Hlavními stavebními prvky horstva jsou krystalické horniny (břidlice, žula).

## Geografie
Jedná se o pohoří tvořené převážně dlouhým hřebenem (přes 30 km) směřujícím ze severovýchodu na jihozápad. Hlavní hřeben vysílá zejména k jihu dlouhé rozsochy. Rottenmanské Taury jsou rozděleny silnicí, spojující města Judenburg a Trieben a přecházející přes sedlo Hohentauern, na dvě části. Silnice spojující údolí Oberennstal na severu a Murtal na jihu, přecházející silniční sedlo Sölkpass (1790 m), vymezuje západní hranici pohoří se sousedními Schladmingskými Taurami.

### Západ
Rozlehlejší a vyšší část leží na západ od sedla Hohentauern. Zde se také nalézá nejvyšší vrchol Großer Bösenstein. Tato část hor je také bohatší na jezera. Pod hlavním hřebenem leží plesa Gefrorener See, Globucken See, Grosser Scheibelsee, Kleine Scheibelsee, Grüne Lacke, Drei Lacken a Häuselteich.
Vrcholy
| - Großer Bösenstein (2448 m) - Schoberspitze (2423 m) - Kleiner Bösenstein (2395 m) - Dreistecken (2382 m) - Hochweberspitze (2370 m) - Hochhaide (2363 m) - Hohenwart (2361 m) - Sonntagskarspitze (2350 m) - Zinkenkogel (2333 m) | - Bruderkogel (2303 m) - Moserspitz (2230 m) - Hochrettenstein (2217 m) - Hochschwung (2196 m) - Schüttnerkogel (2170 m) - Seitner Zinken (2164 m) - Diewaldgupf (2125 m) - Mölbegg (2076 m) - Stein am Mandl (2043 m) |  |

### Východ
Východní část pohoří je podstatně menší avšak i zde se nacházejí relativně vysoké a skalnaté vrcholy. Ze severozápadu na jihovýchod se táhne významné údolí Triebental, které zde rozděluje Rottenmanské Taury od Seckauských Taur. Z této doliny také vede nejvíce značených turistických cest na hřeben a jednotlivé vrcholy východní části. Konec sjízdné silnice v údolí je u hostince Bergerhube (1198 m).
Vrcholy
- Grosser Griesstein (2337 m)
- Geierkogel (2231 m)
- Sonntagskogel (2229 m)
- Triebenkogel (2055 m)
- Kreuzkogel (2027 m)